# E-Prix di Berlino 2018
L'E-Prix di Berlino 2018 è stato l'evento sportivo che ha costituito la nona prova del Campionato di Formula E 2017-2018. Si è svolto sul circuito dell'aeroporto di Berlino-Tempelhof, ricavato all'interno dell'omonimo aeroporto. La gara è stata vinta da Daniel Abt su Audi Sport ABT, alla seconda vittoria della stagione. Partito dalla pole position, ha conservato fino al termine la prima posizione, precedendo il compagno di squadra Lucas Di Grassi.
Per il tedesco del team Audi si tratta del primo Hat-trick in carriera, avendo ottenuto Pole Position, Vittoria e Giro più veloce in gara.

## Prima dell'evento
- Tom Dillmann sostituisce per questo evento Edoardo Mortara, impegnato nel campionato DTM;[2]
- Tom Blomqvist abbandona la MS&AD Andretti e la serie per dedicarsi a tempo pieno al Campionato del mondo endurance, venendo sostituito da Stéphane Sarrazin fino a fine stagione.[3]
- Luca Filippi ritorna nella categoria dopo essere stato sostituito nell'E-Prix di Parigi da Ma Qinghua.

## Risultati[1]

### Qualifiche
| Pos. | N. | Pilota                 | Squadra                 | Qualifica | Gap    | SuperPole | Gap    | Griglia |
| ---- | -- | ---------------------- | ----------------------- | --------- | ------ | --------- | ------ | ------- |
| 1    | 66 | Daniel Abt             | Audi Sport ABT          | 1:09.774  | +0.154 | 1:09.572  | —      | 1       |
| 2    | 16 | Oliver Turvey          | NIO Formula E Team      | 1:09.943  | +0.323 | 1:09.735  | +0.263 | 2       |
| 3    | 25 | Jean-Éric Vergne       | Techeetah               | 1:09.765  | +0.145 | 1:09.991  | +0.519 | 3       |
| 4    | 7  | Jérôme d'Ambrosio      | Dragon Racing           | 1:09.938  | +0.318 | 1:10.054  | +0.582 | 4       |
| 5    | 1  | Lucas Di Grassi        | Audi Sport ABT          | 1:09.620  | —      | 1:10.498  | +1.026 | 5       |
| 6    | 19 | Felix Rosenqvist       | Mahindra Racing         | 1:09.951  | +0.331 |           |        | 6       |
| 7    | 9  | Sébastien Buemi        | Renault-e.dams          | 1:09.994  | +0.374 |           |        | 7       |
| 8    | 36 | Alex Lynn              | DS Virgin Racing        | 1:10.002  | +0.382 |           |        | 8       |
| 9    | 20 | Mitch Evans            | Panasonic Jaguar Racing | 1:10.087  | +0.467 |           |        | 9       |
| 10   | 2  | Sam Bird               | DS Virgin Racing        | 1:10.087  | +0.467 |           |        | 10      |
| 11   | 6  | José María López       | Dragon Racing           | 1:10.105  | +0.485 |           |        | 11      |
| 12   | 4  | Tom Dillmann           | Venturi Grand Prix      | 1:10.214  | +0.594 |           |        | 12      |
| 13   | 5  | Maro Engel             | Venturi Grand Prix      | 1:10.248  | +0.628 |           |        | 13      |
| 14   | 23 | Nick Heidfeld          | Mahindra Racing         | 1:10.264  | +0.644 |           |        | 14      |
| 15   | 3  | Nelson Piquet Jr.      | Panasonic Jaguar Racing | 1:10.270  | +0.650 |           |        | 15      |
| 16   | 27 | Stéphane Sarrazin      | MS&AD Andretti          | 1:10.315  | +0.695 |           |        | 16      |
| 17   | 28 | António Félix da Costa | MS&AD Andretti          | 1:10.417  | +0.797 |           |        | 17      |
| 18   | 18 | André Lotterer         | Techeetah               | 1:10.598  | +0.978 |           |        | 20      |
| 19   | 68 | Luca Filippi           | NIO Formula E Team      | 1:10.601  | +0.981 |           |        | 18      |
| 20   | 8  | Nicolas Prost          | Renault-e.dams          | 1:10.618  | +0.998 |           |        | 19      |

### Gara
| Pos. | N. | Pilota                 | Squadra          | Giri | Tempo/Ritiro | Griglia | Punti |
| ---- | -- | ---------------------- | ---------------- | ---- | ------------ | ------- | ----- |
| 1    | 66 | Daniel Abt             | Audi Sport ABT   | 45   | 55:35.546    | 1       | 29    |
| 2    | 1  | Lucas Di Grassi        | Audi Sport ABT   | 45   | +6.758       | 5       | 18    |
| 3    | 25 | Jean-Éric Vergne       | Techeetah        | 45   | +12.894      | 3       | 15    |
| 4    | 9  | Sébastien Buemi        | Renault-e.Dams   | 45   | +17.282      | 7       | 12    |
| 5    | 16 | Oliver Turvey          | NIO              | 45   | +19.620      | 2       | 10    |
| 6    | 20 | Mitch Evans            | Jaguar           | 45   | +24.586      | 9       | 8     |
| 7    | 2  | Sam Bird               | DS Virgin Racing | 45   | +34.610      | 10      | 6     |
| 8    | 5  | Maro Engel             | Venturi          | 45   | +37.814      | 13      | 4     |
| 9    | 18 | André Lotterer         | Techeetah        | 45   | +44.359      | 20      | 2     |
| 10   | 23 | Nick Heidfeld          | Mahindra         | 45   | +45.931      | 14      | 1     |
| 11   | 19 | Felix Rosenqvist       | Mahindra         | 45   | +46.381      | 11      |       |
| 12   | 3  | Nelson Piquet Jr.      | Jaguar           | 45   | +49.087      | 15      |       |
| 13   | 4  | Tom Dillmann           | Venturi          | 45   | +50.150      | 12      |       |
| 14   | 8  | Nico Prost             | Renault-e.Dams   | 45   | +50.381      | 19      |       |
| 15   | 28 | António Félix da Costa | Andretti         | 45   | +52.715      | 17      |       |
| 16   | 36 | Alex Lynn              | DS Virgin Racing | 45   | +53.000      | 8       |       |
| 17   | 68 | Luca Filippi           | NIO              | 45   | +53.302      | 18      |       |
| 18   | 6  | José María López       | Dragon Racing    | 45   | +53.611      | 11      |       |
| 19   | 7  | Jérôme d'Ambrosio      | Dragon Racing    | 45   | +54.289      | 4       |       |
| 20   | 27 | Stéphane Sarrazin      | Andretti         | 45   | +1:06.954    | 16      |       |

## Classifiche
Classifica Piloti
| +/– | Pos | Pilota           | Punti     |
| --- | --- | ---------------- | --------- |
|     | 1   | Jean-Éric Vergne | 162       |
|     | 2   | Sam Bird         | 122 (–40) |
|     | 3   | Felix Rosenqvist | 86 (–76)  |
| 2   | 4   | Daniel Abt       | 85 (–77)  |
| 1   | 5   | Sébastien Buemi  | 82 (–80)  |

Classifica Squadre
| +/– | Pos | Squadra          | Punti     |
| --- | --- | ---------------- | --------- |
|     | 1   | Techeetah        | 205       |
| 1   | 2   | Audi Sport ABT   | 161 (–44) |
| 1   | 3   | DS Virgin Racing | 139 (–65) |
|     | 4   | Mahindra         | 108 (–97) |
|     | 5   | Jaguar           | 96 (–109) |

## Altre gare
- E-Prix di Berlino 2017
- E-Prix di Berlino 2019
- E-Prix di Roma 2018
- E-Prix di Zurigo 2018